# Collegio uninominale Campania 1 - 05 (2017)
Il collegio elettorale uninominale Campania 1 - 05 è stato un collegio elettorale uninominale della Repubblica Italiana per l'elezione della Camera dei deputati tra il 2017 ed il 2022.

## Territorio
Come previsto dalla legge elettorale italiana del 2017, il collegio era stato definito tramite decreto legislativo all'interno della circoscrizione Campania 1.
Era formato da parte del territorio del comune di Napoli: le circoscrizioni Arenella, Miano, Piscinola, San Carlo all'Arena e Vomero.
Il collegio era parte del collegio plurinominale Campania 1 - 02.

## Eletti
| Elezione | Elezione | Deputato      | Partito            |
| -------- | -------- | ------------- | ------------------ |
|          | 2018     | Doriana Sarli | Movimento 5 Stelle |
|          | 2021     | Doriana Sarli | Indipendente       |

## Dati elettorali

### XVIII legislatura
Come previsto dalla legge elettorale, 232 deputati erano eletti con sistema a maggioranza relativa in altrettanti collegi uninominali a turno unico.
| Candidati              | Candidati               | Voti    | %     | Liste                           | Voti    | %     |
| ---------------------- | ----------------------- | ------- | ----- | ------------------------------- | ------- | ----- |
|                        | Doriana Sarli ✔️ Eletto | 56 753  | 48,02 | Movimento 5 Stelle              | 56 753  | 48,02 |
|                        | Paolo Siani             | 25 492  | 21,57 | Partito Democratico             | 21 643  | 18,31 |
| +Europa                | Paolo Siani             | 25 492  | 21,57 | 2 980                           | 2,52    |       |
| Italia Europa Insieme  | Paolo Siani             | 25 492  | 21,57 | 542                             | 0,46    |       |
| Civica Popolare        | Paolo Siani             | 25 492  | 21,57 | 327                             | 0,28    |       |
|                        | Giuseppina Sorvillo     | 24 781  | 20,97 | Forza Italia                    | 17 483  | 14,79 |
| Fratelli d'Italia      | Giuseppina Sorvillo     | 24 781  | 20,97 | 3 280                           | 2,78    |       |
| Lega                   | Giuseppina Sorvillo     | 24 781  | 20,97 | 3 062                           | 2,59    |       |
| Noi con l'Italia - UDC | Giuseppina Sorvillo     | 24 781  | 20,97 | 956                             | 0,81    |       |
|                        | Mario Coppeto           | 5 277   | 4,46  | Liberi e Uguali                 | 5 277   | 4,46  |
|                        | Giuseppe Aragno         | 4 054   | 3,43  | Potere al Popolo!               | 4 054   | 3,43  |
|                        | Marianna Puzo           | 631     | 0,53  | Il Popolo della Famiglia        | 631     | 0,53  |
|                        | Simone Silvestri        | 560     | 0,47  | CasaPound                       | 560     | 0,47  |
|                        | Arcangelo De Capua      | 251     | 0,21  | Italia agli Italiani            | 251     | 0,21  |
|                        | Vincenzo Rongo          | 210     | 0,18  | PRI - ALA                       | 210     | 0,18  |
|                        | Vittorio Saldutti       | 178     | 0,15  | Per una Sinistra Rivoluzionaria | 178     | 0,15  |
| Totale                 | Totale                  | 118 187 | 100   |                                 | 118 187 | 100   |
|                        |                         |         |       |                                 |         |       |
| Voti non validi        | Voti non validi         | 2 746   | 2,27  |                                 |         |       |
| Votanti                | Votanti                 | 120 933 | 64,98 |                                 |         |       |
| Elettori               | Elettori                | 186 095 |       |                                 |         |       |